# Chromis vanderbilti
Chromis vanderbilti és una espècie de peix de la família dels pomacèntrids i de l'ordre dels perciformes.

## Morfologia
Els mascles poden assolir els 4,5 cm de longitud total.

## Distribució geogràfica
Es troba des de Taiwan fins a les Hawaii i les Illes Izu.